# Torpedowce typu Hajen
Torpedowce typu Hajen – duńskie torpedowce z końca XIX wieku. W latach 1896–1898 w stoczni Orlogsværftet w Kopenhadze zbudowano trzy okręty tego typu. Jednostki weszły w skład Kongelige Danske Marine w latach 1896–1898, a z listy floty skreślono je w 1928 roku.

## Projekt i budowa
Torpedowce 1. klasy typu Hajen były projektem duńskiej admiralicji, powstałym poprzez ulepszenie planów jednostek typu Nordkaperen . Jednostki powstały w stoczni Orlogsværftet w Kopenhadze  . Nieznane są daty położenia ich stępek, a zwodowane zostały w latach 1896–1898.
| Okręt       | Stocznia      | Wodowanie       | Wejście do służby | Los                   |
| ----------- | ------------- | --------------- | ----------------- | --------------------- |
| „Hajen”     | Orlogsværftet | 10 czerwca 1896 | 1896              | wycofany w lipcu 1928 |
| „Havørnen”  | Orlogsværftet | 22 czerwca 1897 | 1897              | wycofany w lipcu 1928 |
| „Søbjørnen” | Orlogsværftet | 6 kwietnia 1898 | 1898              | wycofany w lipcu 1928 |

## Dane taktyczno–techniczne

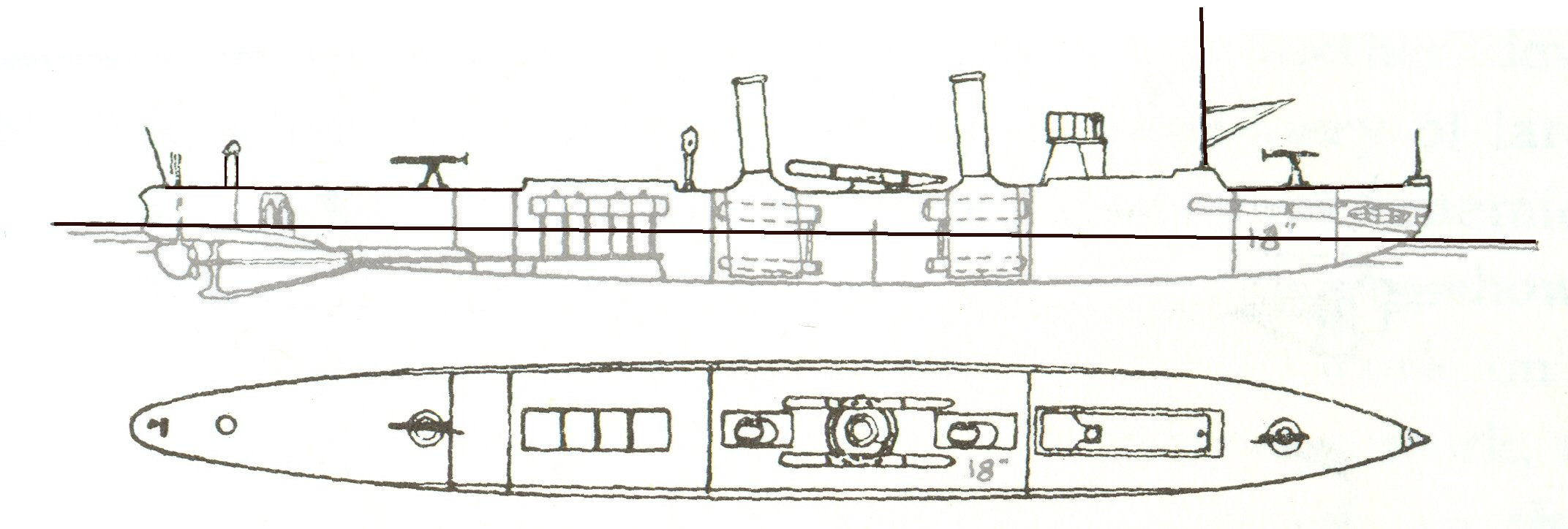
Rzut boczny torpedowca „Havørnen”

Okręty były torpedowcami o długości całkowitej od 42,89 („Hajen”) do 44,35 metra (pozostałe), szerokości całkowitej od 4,63 („Hajen”) do 4,73 metra (pozostałe) i zanurzeniu od 2,37 („Havørnen” i „Søbjørnen”) do 2,47 metra („Hajen”)  . Wyporność normalna wynosiła 139–140 ton, a pełna 141–142 tony  . Okręty napędzane były przez dwie pionowe maszyny parowe potrójnego rozprężania o łącznej mocy 2000 KM, do których parę dostarczały dwa kotły typu Thornycroft . Maksymalna prędkość napędzanych dwiema śrubami jednostek wynosiła 22 węzły .
Uzbrojenie artyleryjskie jednostek składało się z pojedynczego działa kalibru 47 mm Hotchkiss M1885 L/40 i pojedynczego działka rewolwerowego kalibru 37 mm M1875 L/17  . Okręty wyposażone były w dwie dziobowe wyrzutnie torped kalibru 450 mm oraz podwójny aparat torpedowy kalibru 381 mm („Hajen”) lub 450 mm (pozostałe)  .
Załoga okrętu składała się z 25 oficerów, podoficerów i marynarzy  .

## Służba
„Hajen”, „Havørnen” i „Søbjørnen” zostały wcielone do służby w Kongelige Danske Marine w latach 1896–1898  . W 1920 roku oznaczenia okrętów zmieniono odpowiednio na T23, T22 i T21, a w 1923 roku odpowiednio na A1, A2 i A3  . Jednostki zostały wycofane ze służby w lipcu 1928 roku  .